# Arbors Records
Arbors Records is een onafhankelijk Amerikaans platenlabel voor traditionele jazz. Het werd in 1989 opgericht door Matthew Domber (1928-2012) en zijn vrouw Rachel met de bedoeling platen uit te brengen van hun vriend, de klarinettist en saxofonist Rick Fay. Aanvankelijk richtte het zich op dixieland, maar dit aandachtsgebied werd uitgebreid tot andere stijlen in de mainstream jazz. Musici die op het label uitkwamen zijn onder meer: Ruby Braff, Ralph Sutton, Jake Hanna, Marty Grosz, Bob Haggart, Michael Moore, Allan Vaché en Warren Vaché. Muzikaal directeur van het label is de trombonist Dan Barrett.